# Мигательная перепонка
Мигательная перепонка — прозрачное или полупрозрачное третье веко, существующее у некоторых животных, которое позволяет защищать глаз или увлажнять его без потери видимости. Некоторые рептилии, птицы и акулы имеют полноценную мигательную перепонку. У многих млекопитающих от неё есть лишь рудиментальные остатки в углу глаза, хотя некоторые млекопитающие, такие, как верблюды, кошки, белые медведи, тюлени и трубкозубы, имеют полноценную мигательную перепонку.
У человека рудимент мигательной перепонки формирует полулунную складку у медиального (носового) угла глаз.